# Potomek (Star Trek: Nová generace)
Potomek (v anglickém originále The Offspring) je v pořadí šestnáctá epizoda třetí sezóny seriálu Star Trek: Nová generace.
V této epizodě vytvoří android Dat své vlastní dítě.

## Příběh
Na hvězdné lodi USS Enterprise-D pozve android Dat poradkyni Troi, Wesleyho a Geordiho do své laboratoře a představí jim dalšího humanoidního androida, prozatím holého bez jakýchkoliv vnějších znaků, založeného na svém vlastním návrhu a současné kybernetické technologii Federace. Popíše ho jako dítě. Pojmenuje jej Lal podle hindského slova drahý či milovaný a vyzve jej, aby si vybral pohlaví, rasu a vzhled. S pomocí poradkyně Troi si Lal vybere podobu mladé lidské ženy.
Dat ji povzbudí, aby navázala kontakty s ostatními členy posádky a naučila se sociálním zvykům a chování, např. v lodním baru pod vedením Guinan. To vede k určitým nepříjemným situacím, když třeba Lal nepochopí koncept flirtování a náhle políbí komandéra Rikera. Rychle se však adaptuje, dokonce Data předčí, když začne používat hovorové výrazy.
Kapitán Picard vyjádří znepokojení nad Datovým stvořením Lal v utajení, ale Dat mu připomene, že by určitě nereagoval stejným způsobem, pokud by se rozhodli rozmnožovat dva lidští členové posádky. Přesto však kapitán uvědomí Hvězdnou flotilu a přiměje admirála Haftela, aby se přišel na Lal podívat. Má ji odvézt do výzkumného zařízení Hvězdné flotily. Během rozpravy mu Lal řekne, že chce zůstat na Enterprise se svým otcem, ale on zůstane neoblomný.
Lal navštíví poradkyni Troi v její kajutě. Je očividně zmatená a dle svých slov má strach. Troi zjistí, že může cítit emoce Lal. Nicméně ona brzy přestane mluvit a odebere se zpět do Datovy laboratoře (je naprogramována, aby to udělala, pokud nebude fungovat správně). Mezitím se Haftel sejde s Datem a přikáže mu, aby vydal Lal do opatrovnictví Hvězdné flotily. Ačkoliv mu Dat chce vyhovět, kapitán Picard admirálovi řekne, že Dat je vnímající životní forma a že mu nemůže být přikázáno, aby vydal své dítě.
Zjistí, že emocionální výbuch Lal je symptom kaskádového selhání jejího pozitronického mozku a že musí být rychlí, pokud to chtějí zarazit. Haftel se nabídne, že bude Datovi asistovat a ten souhlasí. O něco později vyjde z laboratoře a řekne, že neuspěli. Vysvětlí, že porucha byla neopravitelná a že Lal již moc dlouho nepřežije. Dat se jí omluví, že se mu nepodařilo jí zachránit, ale ta mu poděkuje, že jí stvořil. Řekne mu, že ho má ráda a že bude cítit emoce za oba. Dat se vrátí na můstek a Picard mu vyjádří kondolenci za celou posádku, ale Dat oznámí, že převedl vzpomínky Lal do své vlastní neuronové sítě a že tak budou žít dál.

## Zajímavosti
- Epizodu režíroval Jonathan Frakes, který hraje komandéra Rikera. Byla to tak první z mnoha epizod Star Treku, kterou režíroval někdo z hereckého obsazení a zároveň to byla první Frakesova zkušenost s režírováním.
- Jako většina kritiky oceňovaných epizod Star Treku, tak i „Potomek“ vznáší filozofické otázky, zde konkrétně co je živá bytost a dobrý rodič? Již dříve byla například v epizodě „Lidský rozměr“ řešena práva androida Data.
- Tato epizoda byla hodnocena na stránkách StarTrek.com 24. června 2008 4,6 body z 5 a Michael Dorn řekl, že je to jedna z jeho dvou nejoblíbenějších epizod. Druhou je „Polní soud“.[3]